# Lista nagród i nominacji Rihanny
Artykuł przedstawia listę nagród oraz nominacji zdobytych przez amerykańską piosenkarkę i twórcę tekstów piosenek Rihannę. Pierwszy singiel zafundował jej trzy nagrody. Dzięki albumowi Good Girl Gone Bad wokalistka zdobyła wiele nagród. Na American Music Awards w 2009 roku piosenkarka zdobyła statuetkę w kategorii Najlepszy Żeński Artysta - Soul/R&B oraz gramofonik za utwór "Umbrella" w kategorii Najlepsza kolaboracja rapowo-wokalna. W 2010 roku na Grammy Awards za utwór "Run This Town", który Rihanna nagrała wspólnie z Jayem-Z oraz Kanye Westem Barbadoska otrzymała dwie nagrody w kategorii Najlepsza piosenka Rap oraz Najlepsza kolaboracja rapowo-wokalna. Od początku kariery Robyn uzyskała 92 statuetki, a w 185 kategoriach była nominowana.

## American Music Awards
| Rok  | Nominowane dzieło | Kategoria                    | Rezultat |
| ---- | ----------------- | ---------------------------- | -------- |
| 2007 | Rihanna           | Ulubiona artystka - Soul/R&B | Wygrana  |
| 2008 | Rihanna           | Ulubiona artystka - Pop/Rock | Wygrana  |
| 2008 | Rihanna           | Ulubiona artystka - Soul/R&B | Wygrana  |
| 2010 | Rihanna           | Ulubiona artystka - Soul/R&B | Wygrana  |

## Barbados Music Awards
| Rok  | Nominowane dzieło          | Kategoria                               | Rezultat  |
| ---- | -------------------------- | --------------------------------------- | --------- |
| 2006 | Music of the Sun           | Najlepszy album Reagge/Dancehall        | Wygrana   |
| 2006 | Music of the Sun           | Album roku                              | Wygrana   |
| 2006 | "Pon de Replay"            | Najlepszy singiel Dance                 | Wygrana   |
| 2006 | "Pon de Replay"            | Piosenka roku                           | Wygrana   |
| 2006 | Rihanna                    | Najlepszy nowy artysta                  | Wygrana   |
| 2006 | Rihanna                    | Artysta roku                            | Wygrana   |
| 2006 | Rihanna                    | Artystka roku                           | Wygrana   |
| 2006 | Rihanna                    | Najlepiej zarabiająca wokalistka roku   | Wygrana   |
| 2007 | A Girl Like Me             | Album roku                              | Wygrana   |
| 2007 | "SOS"                      | Najlepszy teledysk                      | Nominacja |
| 2007 | "SOS"                      | Najlepszy singiel Dance                 | Nominacja |
| 2007 | "Unfaithful"               | Najlepszy teledysk                      | Nominacja |
| 2007 | "Unfaithful"               | Piosenka roku                           | Nominacja |
| 2007 | Rihanna                    | Artysta roku                            | Wygrana   |
| 2007 | Rihanna                    | Artystka roku                           | Wygrana   |
| 2007 | Rihanna                    | Najlepiej zarabiająca światowa artystka | Wygrana   |
| 2007 | Rihanna                    | Wybor publiczności                      | Nominacja |
| 2008 | "Umbrella"                 | Piosenka roku                           | Wygrana   |
| 2008 | "Shut Up and Drive"        | Najlepszy żeński teledysk               | Wygrana   |
| 2008 | "Don't Stop the Music"     | Najlepszy singiel Pop/R&B               | Wygrana   |
| 2008 | Rihanna                    | Artysta roku Pop/R&B                    | Wygrana   |
| 2008 | Rihanna                    | Wokalistka roku                         | Wygrana   |
| 2008 | Rihanna                    | Wybór publiczności                      | Wygrana   |
| 2009 | Rihanna                    | Artysta Pop/Rock/Alternatywny           | Wygrana   |
| 2009 | "Disturbia" i "Take a Bow" | Teledysk roku                           | Wygrana   |
| 2009 | Rihanna                    | Wokalistka roku                         | Wygrana   |
| 2009 | "Live Your Life"           | Najlepsza współpraca                    | Nominacja |
| 2009 | "Disturbia"                | Piosenka roku                           | Nominacja |
| 2010 | Rihanna                    | Artysta roku Pop/Rock/Alternatywny      | Nominacja |
| 2010 | Rihanna                    | Wokalistka roku                         | Nominacja |
| 2010 | Rihanna                    | Wokalistka dekady                       | Wygrana   |
| 2010 | "Umbrella"                 | Piosenka dekady                         | Wygrana   |

## BET Awards
| Rok  | Nominowane dzieło | Kategoria              | Rezultat  |
| ---- | ----------------- | ---------------------- | --------- |
| 2006 | Rihanna           | Najlepszy nowy artysta | Nominacja |
| 2008 | Rihanna           | Najlepsza artystka R&B | Nominacja |
| 2009 | "Live Your Life"  | Wideo roku             | Nominacja |
| 2009 | "Live Your Life"  | Najlepsza współpraca   | Nominacja |
| 2009 | "Live Your Life"  | Nagroda publiczności   | Wygrana   |
| 2009 | Rihanna           | Piękne włosy           | Wygrana   |
| 2010 | "Run This Town"   | Wideo roku             | Nominacja |
| 2010 | Rihanna           | Najlepsza artystka R&B | Nominacja |
| 2010 | "Hard"            | Viewer's Choice Award  | Wygrana   |

### BET Hip-Hop Awards
| Rok  | Nominowane dzieło | Kateogria                       | Rezultat  |
| ---- | ----------------- | ------------------------------- | --------- |
| 2009 | "Live Your Life"  | Utwór roku                      | Nominacja |
| 2009 | "Live Your Life"  | Najlepsza Hip-Hopowa współpraca | Wygrana   |
| 2009 | "Live Your Life"  | Najlepsze Hip-Hopowe Wideo      | Wygrana   |

## Billboard Awards
| Rok  | Nominowane dzieło | Kategoria                                      | Rezultat |
| ---- | ----------------- | ---------------------------------------------- | -------- |
| 2006 | Rihanna           | Artystka roku                                  | Wygrana  |
| 2006 | Rihanna           | Artystka roku notowania Pop 100                | Wygrana  |
| 2006 | Rihanna           | Artystka roku notowania Hot 100                | Wygrana  |
| 2006 | "SOS"             | Artystka roku notowania Hot Dance Airplay Song | Wygrana  |
| 2007 | "Umbrella"        | Artystka roku notowania Hot Dance Airplay Song | Wygrana  |
| 2007 | "Umbrella"        | Artystka roku notowania European Hot 100       | Wygrana  |
| 2008 | Rihanna           | Artystka roku                                  | Wygrana  |
| 2008 | Rihanna           | Artystka roku notowania Pop 100                | Wygrana  |
| 2008 | Rihanna           | Artystka roku notowania Hot100                 | Wygrana  |
| 2008 | Rihanna           | Artystka roku notowania Mainstream Top 40      | Wygrana  |
| 2008 | Rihanna           | Artystka roku notowania Top Digital Song       | Wygrana  |
| 2008 | Rihanna           | Artystka roku notowania Top Dance Airplay Song | Wygrana  |
| 2008 | Rihanna           | Artystka roku notowania Top Canadian           | Wygrana  |
| 2009 | Rihanna           | Artystka notowania Dance Club Songs            | Wygrana  |
| 2010 | Rihanna           | Artystka dekady notowania Top Digital Song     | Wygrana  |

## BRIT Awards
| Rok  | Nominowane dzieło | Kategoria                         | Rezultat  |
| ---- | ----------------- | --------------------------------- | --------- |
| 2008 | Rihanna           | Najlepsza międzynarodowa artystka | Nominacja |
| 2010 | Rihanna           | Najlepsza międzynarodowa artystka | Nominacja |
| 2011 | Rihanna           | Najlepsza międzynarodowa artystka | Wygrana   |
| 2012 | Rihanna           | Najlepsza międzynarodowa artystka | Wygrana   |

## Grammy Awards
| Rok  | Nominowane dzieło                             | Kategoria                                            | Rezultat  |
| ---- | --------------------------------------------- | ---------------------------------------------------- | --------- |
| 2008 | "Umbrella" (z Jayem-Z)                        | Piosenka roku                                        | Nominacja |
| 2008 | "Umbrella" (z Jayem-Z)                        | Nagranie roku                                        | Nominacja |
| 2008 | "Umbrella" (z Jayem-Z)                        | Najlepsza kolaboracja rapowo-wokalna                 | Wygrana   |
| 2008 | "Don't Stop the Music"                        | Najlepsze nagranie Dance                             | Nominacja |
| 2008 | "Hate That I Love You" (z Ne-Yo)              | Najlepsze wokalne wykonanie R&B przez duet lub grupę | Nominacja |
| 2008 | "Hate That I Love You" (z Ne-Yo)              | Najlepsza piosenka R&B                               | Nominacja |
| 2009 | "If I Never See Your Face Again" (z Maroon 5) | Najlepsza wokalna kolaboracja popowa                 | Nominacja |
| 2009 | "Disturbia"                                   | Najlepsze nagranie Dance                             | Nominacja |
| 2009 | Good Girl Gone Bad Live                       | Najlepsza długa forma teledysku                      | Nominacja |
| 2010 | "Run This Town" (z Jayem-Z & Kanye Westem)    | Najlepsza piosenka Rap                               | Wygrana   |
| 2010 | "Run This Town" (z Jayem-Z & Kanye Westem)    | Najlepsza kolaboracja rapowo-wokalna                 | Wygrana   |
| 2011 | "Love the Way You Lie" (z Eminemem)           | Nagranie roku                                        | Nominacja |
| 2011 | "Love the Way You Lie" (z Eminemem)           | Najlepsza kolaboracja rapowo-wokalna                 | Nominacja |
| 2011 | "Love the Way You Lie" (z Eminemem)           | Najlepszy wideoklip                                  | Nominacja |
| 2011 | "Only Girl (In the World)"                    | Najlepsze nagranie Dance                             | Wygrana   |
| 2012 | Loud                                          | Album Roku                                           | Nominacja |
| 2012 | Loud                                          | Album Roku Pop                                       | Nominacja |
| 2012 | What's My Name? Feat. Drake                   | Najlepsza kolaboracja rapowo-wokalna                 | Nominacja |
| 2012 | All of the Lights Feat. Kanye West            | Najlepsza kolaboracja rapowo-wokalna                 | Wygrana   |
| 2013 | Where Have You Been                           | Najlepsze solowe wykonanie Pop                       | Nominacja |
| 2013 | Talk That Talk Feat. Jay-Z                    | Najlepsza kolaboracja rapowo-wokalna                 | Nominacja |
| 2013 | We Found Love                                 | Najlepszy wideoklip                                  | Wygrana   |

## Juno Awards
| Rok  | Nominowane dzieło  | kategoria                 | Rezultat |
| ---- | ------------------ | ------------------------- | -------- |
| 2008 | Good Girl Gone Bad | Międzynarodowy album roku | Wygrana  |

## MOBO Awards
| Rok  | Nominowane dzieło | Kategoria                        | Rezultat |
| ---- | ----------------- | -------------------------------- | -------- |
| 2006 | Rihanna           | Najlepszy artysta R&B            | Wygrana  |
| 2007 | Rihanna           | Najlepszy międzynarodowy artysta | Wygrana  |

## MuchMusic Video Awards
| Rok  | Nominowane dzieło      | Kategoria                              | Rezultat  |
| ---- | ---------------------- | -------------------------------------- | --------- |
| 2006 | "SOS"                  | Najlepszy międzynarodowy artysta wideo | Wygrana   |
| 2007 | "Umbrella"             | Najlepszy międzynarodowy artysta wideo | Nominacja |
| 2008 | "Don't Stop the Music" | Najlepszy międzynarodowy artysta wideo | Wygrana   |
| 2008 | "Umbrella"             | Najwięcej oglądany wideoklip           | Wygrana   |
| 2010 | "Rude Boy"             | Najlepszy międzynarodowy artysta wideo | Nominacja |

## MTV

### MTV Africa Music Awards
| Rok  | Nominowane dzieło | Kategoria                 | Rezultat  |
| ---- | ----------------- | ------------------------- | --------- |
| 2008 | Rihanna           | Najlepszy utwór R&B/Dance | Nominacja |

### MTV Australia Music Awards
| Rok  | Nominowane dzieło | Kategoria            | Rezultat |
| ---- | ----------------- | -------------------- | -------- |
| 2008 | "Live Your Life"  | Najlepsza współpraca | Wygrana  |

### MTV Europe Music Awards
| Rok  | Nominowane dzieło      | Kategoria              | Rezultat  |
| ---- | ---------------------- | ---------------------- | --------- |
| 2006 | Rihanna                | Najlepszy artysta R&B  | Wygrana   |
| 2006 | "SOS"                  | Najlepszy singiel      | Nominacja |
| 2007 | Rihanna                | Debiut roku            | Wygrana   |
| 2007 | Rihanna                | Artysta roku           | Nominacja |
| 2007 | "Umbrella"             | Singiel roku           | Nominacja |
| 2008 | Rihanna                | Najlepszy nowy artysta | Nominacja |
| 2010 | "Rude Boy"             | Singiel roku           | Nominacja |
| 2010 | "Love the Way You Lie" | Singiel roku           | Nominacja |
| 2010 | Teledysk roku          |                        | Nominacja |
| 2010 | Rihanna                | Wokalistka roku        | Nominacja |
| 2010 | Rihanna                | Wokalista Pop          | Nominacja |

### MTV Japan Video Music Awards
| Rok  | Nominowane dzieło | Kategoria                          | Rezultat  |
| ---- | ----------------- | ---------------------------------- | --------- |
| 2006 | "Pon de Replay"   | Najlepszy nowy artysta w teledysku | Wygrana   |
| 2008 | "Umbrella"        | Najlepszy teledysk roku            | Nominacja |

### MTV Latinoamérica Video Music Awards
| Rok  | Nominowane dzieło | Kategoria                            | Rezultat  |
| ---- | ----------------- | ------------------------------------ | --------- |
| 2007 | "Umbrella"        | Singiel roku                         | Nominacja |
| 2007 | "Umbrella"        | Najlepszy międzynarodowy artysta pop | Nominacja |
| 2008 | Rihanna           | Ikona mody                           | Wygrana   |

### MTV Video Music Awards
| Rok  | Nominowane dzieło | Kategoria                           | Rezultat  |
| ---- | ----------------- | ----------------------------------- | --------- |
| 2007 | "Umbrella"        | Singiel roku                        | Wygrana   |
| 2007 | "Umbrella"        | Teledysk roku                       | Wygrana   |
| 2007 | "Umbrella"        | Najlepszy reżyser (Chris Applebaum) | Nominacja |
| 2007 | "Umbrella"        | Artystka roku                       | Nominacja |
| 2008 | "Take a Bow"      | Najlepszy żeński teledysk           | Nominacja |
| 2009 | "Live Your Life"  | Najlepszy kobiecy teledysk          | Wygrana   |
| 2010 | "Rude Boy"        | Najlepszy edytowany teledysk        | Nominacja |

## NAACP Image Awards
| Rok  | Nominowane dzieło          | Kategoria                | Rezultat  |
| ---- | -------------------------- | ------------------------ | --------- |
| 2009 | Rihanna                    | Artystka roku            | Nominacja |
| 2010 | Rihanna                    | Artystka roku            | Nominacja |
| 2010 | Jay-Z, Rihanna, Kanye West | Najlepszy duet lub grupa | Nominacja |
| 2011 | Rihanna                    | Artystka roku            | Wygrana   |
| 2011 | "Love the Way You Lie"     | Najlepsza kolaboracja    | Wygrana   |

## NJR Music Awards
| Rok  | Nominowane dzieło      | Kategoria                         | Rezultat  |
| ---- | ---------------------- | --------------------------------- | --------- |
| 2007 | "Unfaithful"           | Najlepszy międzynarodowy singiel  | Wygrana   |
| 2007 | Rihanna                | Nowy międzynarodowy artysta roku  | Nominacja |
| 2008 | "Don't Stop the Music" | Najlepszy międzynarodowy singiel  | Wygrana   |
| 2008 | Rihanna                | Najlepszy międzynarodowy artysta  | Nominacja |
| 2009 | "Disturbia"            | Najlepszy międzynarodowy singiel  | Wygrana   |
| 2009 | Rihanna                | Najlepsza międzynarodowa artystka | Nominacja |
| 2010 | Rihanna                | Najlepsza międzynarodowa artystka | Wygrana   |
| 2011 | "Love the Way You Lie" | Najlepszy międzynarodowy singiel  | Nominacja |
| 2011 | "Love the Way You Lie" | Teledysk roku                     | Nominacja |
| 2011 | Rihanna                | Najlepsza międzynarodowa artystka | Nominacja |
| 2011 | Rihanna & Eminem       | Najlepszy międzynarodowy duet     | Nominacja |

## People's Choice Award
| Rok  | Nowinowane dzieło      | Kategoria             | RRezultat |
| ---- | ---------------------- | --------------------- | --------- |
| 2007 | "Shut Up and Drive"    | Ulubiona piosenka R&B | Wygrana   |
| 2008 | Rihanna                | Ulubiona piosenkarka  | Nominacja |
| 2008 | "Disturbia"            | Ulubiona piosenka Pop | Nominacja |
| 2008 | "Take a Bow"           | Ulubiona piosenka R&B | Nominacja |
| 2009 | "Run This Town"        | Ulubiona współpraca   | Wygrana   |
| 2009 | "Live Your Life"       | Ulubiona współpraca   | Nominacja |
| 2010 | Rihanna                | Ulubiony artysta Pop  | Wygrana   |
| 2010 | "Love the Way You Lie" | Ulubiony teledysk     | Wygrana   |
| 2010 | "Love the Way You Lie" | Ulubiona piosenka     | Wygrana   |

## Teen Choice Award
| Rok  | Nominowane dzieło                   | Kategoria          | Rezultat  |
| ---- | ----------------------------------- | ------------------ | --------- |
| 2006 | Rihanna                             | Wschodząca gwiazda | Wygrana   |
| 2006 | Rihanna                             | Artysta R&B        | Wygrana   |
| 2007 | Rihanna                             | Artysta R&B        | Wygrana   |
| 2007 | Rihanna                             | Gorąca artystka    | Nominacja |
| 2007 | Rihanna                             | Artysta roku       | Nominacja |
| 2007 | Rihanna                             | Wakacyjny artysta  | Nominacja |
| 2007 | "Umbrella"                          | Ulubiony Singiel   | Nominacja |
| 2007 | "Shut Up and Drive"                 | Wakacyjna piosenka | Wygrana   |
| 2010 | Rihanna                             | Artysta R&B        | Nominacja |
| 2010 | Rated R                             | Album R&B          | Nominacja |
| 2010 | "Love the Way You Lie" (z Eminemem) | Utwór Rap/Hip-Hop  | Wygrana   |
| 2010 | "Rude Boy"                          | Ulubiony singiel   | Nominacja |
| 2010 | Rihanna                             | Wakacyjna artystka | Nominacja |

## Urban Music Awards
| Rok  | Nominowane dzieło | Kategoria              | Rezultat  |
| ---- | ----------------- | ---------------------- | --------- |
| 2009 | "Rehab"           | Najlepszy teledysk     | Wygrana   |
| 2009 | Rihanna           | Debiut roku            | Wygrana   |
| 2009 | Rihanna           | Najlepszy debiut w R&B | Nominacja |
| 2009 | Rihanna           | Artysta roku           | Nominacja |

## World Music Awards
| Rok  | Nominowane dzieło | Kategoria                                             | Rezultat |
| ---- | ----------------- | ----------------------------------------------------- | -------- |
| 2006 | Rihanna           | Światowy najlepiej sprzedający się barbadoski artysta | Wygrana  |
| 2007 | Rihanna           | Artysta roku                                          | Wygrana  |
| 2007 | Rihanna           | Światowa najlepiej sprzedająca się artystka pop       | Wygrana  |
| 2007 | Rihanna           | Światowa najlepiej sprzedająca się artystka r&b       | Wygrana  |

## Inne nagrody i nominacje
| Rok  | Ceremonia                                 | Kategoria                          | Nominowane dzieło                | Rezultat  |
| ---- | ----------------------------------------- | ---------------------------------- | -------------------------------- | --------- |
| 2006 | 20th Japan Gold Disc Award                | Nowy artysta roku                  | Rihanna                          | Wygrana   |
| 2007 | Annual VH1 Soul VIBE Awards Special       | VH1 Teledysk roku Soul             | "Umbrella"                       | Wygrana   |
| 2007 | Planeta Awards                            | Pop/Hip Hop Artysta/Zespół roku    | Rihanna                          | Wygrana   |
| 2007 | Planeta Awards                            | Pop/Hip Hop piosenka roku          | "Umbrella"                       | Wygrana   |
| 2007 | Los Premios Principales                   | Singiel roku                       | "Umbrella"                       | Wygrana   |
| 2008 | ECHO Awards                               | Międzynarodowa artystka roku       | Rihanna                          | Nominacja |
| 2008 | ECHO Awards                               | Międzynarodowy hit roku            | "Umbrella"                       | Nominacja |
| 2008 | Image Awards                              | Najlepszy teledysk roku            | "Umbrella"                       | Wygrana   |
| 2008 | International Dance Music Awards          | Najlepsza piosenka Dance/Rap       | "Don't Stop the Music"           | Wygrana   |
| 2008 | International Dance Music Awards          | Najlepsza piosenka Pop Dance       | "Don't Stop the Music"           | Nominacja |
| 2008 | Swiss Music Awards                        | Najlepsza międzynarodowa piosenka  | "Umbrella"                       | Wygrana   |
| 2008 | Belgian TMF Awards                        | Najlepsza międzynarodowa artystka  | Rihanna                          | Wygrana   |
| 2008 | Belgian TMF Awards                        | Najlepsza międzynarodowa gwiazda   | Rihanna                          | Nominacja |
| 2008 | MSN In Music Awards                       | Najlepszy międzynarodowy duet      | "If I Never See Your Face Again" | Wygrana   |
| 2008 | Virgin Media Music Awards                 | Najlepszy międzynarodowy debiut    | Rihanna                          | Wygrana   |
| 2009 | International Dance Music Awards          | Najlepsza piosenka R&B             | "Disturbia"                      | Wygrana   |
| 2009 | GQ                                        | Damenwahl Top 100                  | Rihanna                          | Wygrana   |
| 2009 | BMI Urban Awards                          | Najlepszy teledysk                 | "Live Your Life"                 | Wygrana   |
| 2009 | BT Vision                                 | Najlepszy teledysk dekady          | "Umbrella"                       | Wygrana   |
| 2009 | Glamour Magazine Women of The Year Awards | Kobieta roku                       | Rihanna                          | Wygrana   |
| 2010 | Soul Train Awards                         | Najlepsze nagranie Dance           | "Rude Boy"                       | Nominacja |
| 2010 | Soul Train Awards                         | Najlepsza Hip-Hopowa piosenka roku | "Love the Way You Lie"           | Wygrana   |